# 79-та піхотна дивізія (США)
79-та піхотна дивізія (США) (англ. 79th Infantry Division (United States) — військове з'єднання, піхотна дивізія армії США. Дивізія брала участь у бойових діях Першої та Другої світових воєн. За станом на 2023 рік дивізія, штаб якої розміщений на Об'єднаній тренувальній базі в Лос-Аламітос, штат Каліфорнія, носить найменування 79-те командування підтримки та забезпечення (англ. 79th Sustainment Support Command) виконує місію координаційного центру оперативними командними пунктами командувань на театрах воєнних дій — планують, координують, синхронізують, відстежують і контролюють логістичні операції з підтримки на оперативному рівні командувань видів збройних сил, об'єднаних оперативно-тактичних угруповань і командувань об'єднаних збройних сил по всьому світу.

## Історія з'єднання
Вперше 79-та дивізія була сформована у серпні 1917 року в Кемп-Міді, штат Меріленд, переважно з призовників з Меріленду та Пенсильванії. До її складу включили 157-ту піхотну бригаду з 313-го і 314-го піхотних полків і 158-у піхотну бригаду з 315-го і 316-го піхотних полків та 154-ї бригади польової артилерії. Після року підготовки дивізія відпливла за океан у липні 1918 року, де її включили до складу Американських експедиційних сил. 79-та дивізія брала участь у масштабних боях в районі Мез-Аргонської наступальної операції, де за оборону Франції отримала назву «Лотаринзький хрест». Дивізія була розформована в червні 1919 року і повернулася до США.
За всю Першу світову війну дивізія зазнала 6 874 втрат: 1 151 загиблими та 5 723 пораненими. Рядовий Генрі Гантер, останній американський солдат, який загинув у бою під час Першої світової війни, служив у 313-му піхотному полку 79-ї дивізії.

### Міжвоєнний період
24 червня 1921 року дивізія була відновлена в Організованому резерві та приписана до XIII корпусу. Зоною відповідальності дивізії визначалася східна частина Пенсильванії.

### Друга світова війна
15 червня 1942 року дивізія була сформована вдруге в Кемп Пікетт, штат Вірджинія. На початку квітня 1944 року дивізія прибула до порту висадки в Кемп Майлз Стендіш, штат Массачусетс.
17 квітня дивізія прибула до Ліверпуля і розпочала тренування до десантних операцій. 12-14 червня 79-та піхотна дивізія висадилася на плацдармі «Юта» і 19 червня 1944 року вступила в бій, атакувавши височини на захід і північний захід від Валонь і височини на південь від військово-морської бази Шербур. Після важких боїв дивізія захопила Форт-дю-Руль і 25 червня увійшла до Шербура. Приблизно в цей час капрал Джон Д. Келлі та перший лейтенант Карлос К. Огден, військові 314-го піхотного полку, були нагороджені за скоєні подвиги медаллю Пошани. Дивізія утримувала оборону на річці Оллонд до 2 липня 1944 року, а потім перейшла в наступ, 8 липня опанувавши у вуличних боях Ла-Е-дю-Пюї. 26 липня підрозділи 79-ї дивізії атакували через річку Аї, здобули Лессе, перетнули річку Сарт і увійшла в Ле-Ман 8 серпня, зустрівши на своєму шляху лише легкий опір. Наступ продовжився через Сену 19 серпня. Наполегливі німецькі контратаки були відбиті 22-27 серпня, і 31 серпня дивізія досягла річки Терен. Швидко просуваючись до франко-бельгійського кордону біля Сент-Аман-лез-О (на схід від Лілля), дивізія була переведена до складу XV корпусу на сході Франції, де зустріла сильний опір при взятті міста Шарм у вуличних боях 12 вересня. 13-23 вересня 79-та піхотна дивізія форсувала річки Мозель і Мерт, очистила Форе-де-Парруа у важких боях 28 вересня — 9 жовтня і 14-23 жовтня атакувала висоти на схід від Амберменія, після чого 24 жовтня була відведена з передової на відновлення.
13 листопада 1944 року після відпочинку та відновлення боєздатності у Люневілі дивізія повернулася на фронт у район Міньєвіль-Монтіньї, і вступила в бій, форсувавши річки Везуз і Модер, 18 листопада — 10 грудня, через Агено, незважаючи на рішучий опір противника, та 17-20 грудня прорвала лінію Зігфрида. З 20 грудня 1944 року до 2 січня 1945 року дивізія утримувала лінію оборони вздовж річки Лаутер біля Віссамбура, після чого відійшла на лінію оборони Мажино. Спроба німців створити плацдарм західніше Рейну в Гамбсаймі призвела до запеклих боїв. 79-та дивізія відбила німецькі атаки на Гаттен і Риттерсоффен у 11-денній битві, перш ніж 19 січня 1945 року відійшла на нові оборонні позиції на південь від Агено по рубежу річки Модер. Дивізія залишалася в обороні на річці Модер до 6 лютого 1945 року. Протягом лютого-березня 1945 року дивізія повернулася до наступальних боїв, 24 березня 1945 року форсувала Рейн, надалі канал Рейн-Герн, 7 квітня закріпилася на північному березі Руру і до 13 квітня брала участь у зачистці Рурського «мішка». Вже після завершення бойових дій дивізія виконувала окупаційні функції, послідовно в Дортмунді, в Судетській області та Баварії, аж до повернення в США і розформування.
За час ведення бойових дій 79-та піхотна дивізія билася на фронті 248 днів, діючи у складі VIII, XV, XII, VI, XIII і XVI корпусів. За час жорстоких боїв з'єднання зазнало втрати 15 203 людей: 2 476 військових загинули або померли, 10 971 — дістав поранень, 579 — зникло безвісти та 1 186 потрапили у полон. Серед військовослужбовців дивізії три воїни стали кавалерами медалі Пошани, 13 — хреста «За видатні заслуги», один — медалі «За видатні заслуги», одинадцять — ордена Легіон Заслуг, 962 — медалі «Срібна зірка», 27 — Солдатської медалі, 4 916 — медалей «Бронзова зірка» та 78 — Повітряної медалі. Сама дивізія за участь у кампанії на Західному фронті була відзначена вісьмома орденськими стрічками.
79-та піхотна дивізія стала однією з американських частин, військові якої найчастіше гинули під час Другої світової війни. При наступі через Францію та Німеччину вона втратила 20 000 осіб, у тому числі 2 000 загиблими. Німці описували цю дивізію як одну з найбільш «бойових в американській армії».
20 грудня 1945 року дивізія була розформована невдовзі після повернення до США.